# 南怀仁
費迪南德·韋爾比斯特神父（荷蘭語：Ferdinand Verbiest，1623年10月9日—1688年1月28日），漢名南怀仁，字敦伯，一字勋卿。南尼德蘭弗拉芒人，生於皮特姆（今屬比利時），天主教耶稣会修士、神父，清康熙朝来华传教士。《清史稿》有传。

## 生平
南怀仁1623年10月9日生于南尼德蘭小镇皮特姆，為法警兼稅務員約斯·韦爾比斯特（Joos Verbiest）的長子。南怀仁在布魯日和科特赖克随耶稣会士学习人文学科，随后前往鲁汶学习了一年哲学和数学。1641年9月2日，南怀仁加入耶稣会，此后继续在塞维利亚学习神學，并于1655年被任命为牧师。
1658年隨同卫匡国前往中國，1659年 (順治十六年) 抵達澳門。南懷仁本來在山西傳教，1660年 (順治十七年) 受召前往北京協助湯若望神父。湯若望去世后，1669年4月1日 (康熙八年三月初一日)，南怀仁接替汤若望被授以钦天监监副。南怀仁也曾鑄造紅夷炮助清廷。1669年 (康熙八年) ，南怀仁撰写《历法不得已辨》，逐条驳斥杨光先、吴明炫在历法推算方面的错误。针对中国传统的观象占候、堪舆占卜等观念，这一年他还撰著了《妄推吉凶之辨》、《妄占辨》和《妄择辨》。
1672年 (康熙十一年) 南怀仁曾設計一個用蒸汽作為動力來源的車，給當時中國的康熙帝，是一個65公分長的玩具車，無法載人或司機，不確定設計的車輛後來是否製作成功，這可能是最早設計的汽车。
1688年(康熙二十七年) ，南懷仁逝世於北京，康熙追贈工部右侍郎，諡為勤敏，與利瑪竇、湯若望埋在同一個墓園，现在位于阜成门外的滕公栅栏马尾沟教堂。

## 主要著作

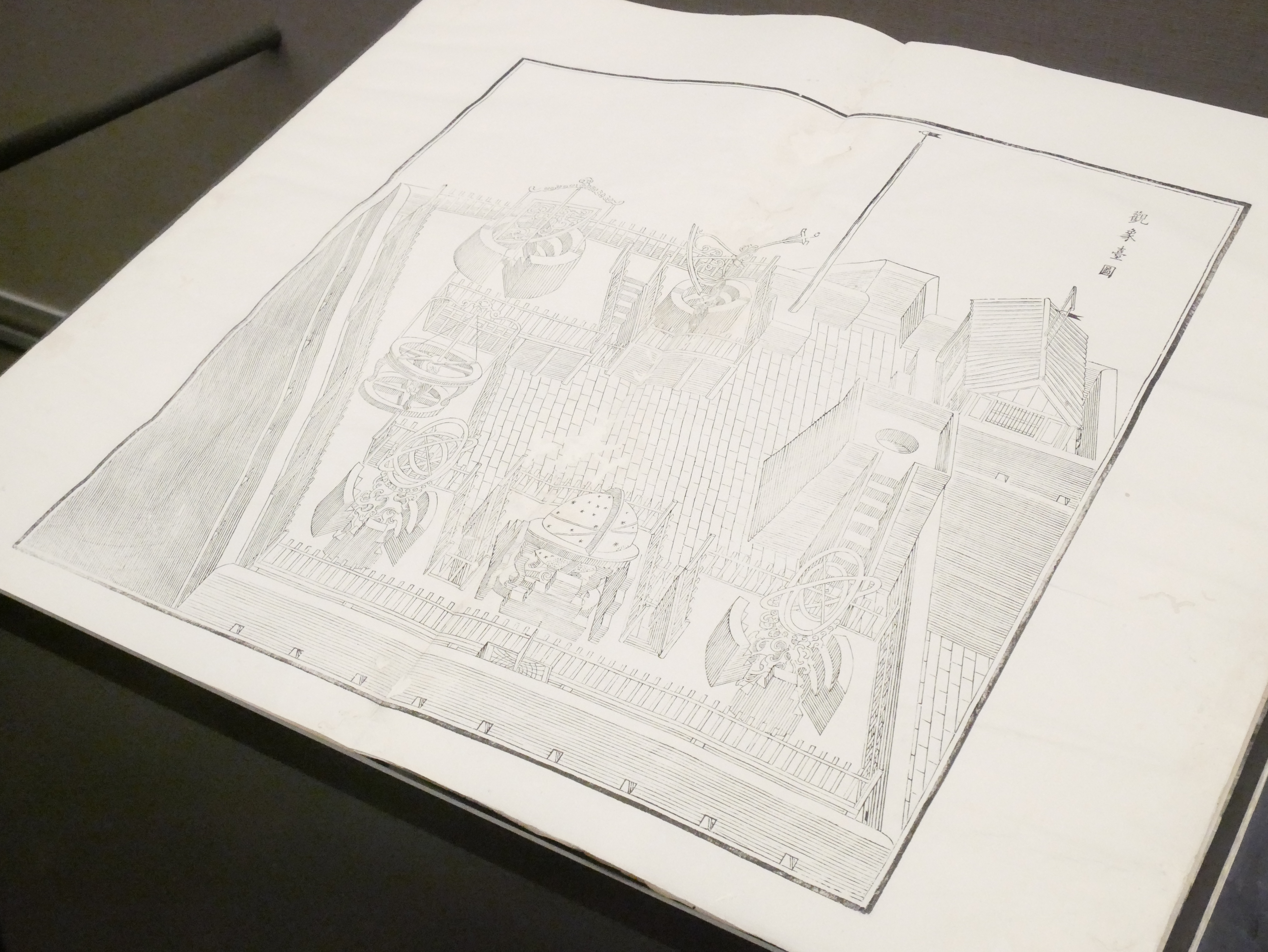
《新製儀象圖》（Figure Nuovamente Fatte degli Strumenti Astronomici，1674年）

### 宗教著作
- 《教要序论》一卷（1670年）
- 《善恶报略论》一卷（1670年）

### 科学著作
- 《御览西方要纪》一卷（1669年）
- 《测验纪略》一卷（1669年）
- 《歐洲天文學》（Astronomia Europea，拉丁文著作）一卷（1687年）
- 《交食曆書》
- 《宇内七大宏工記》

## “小南怀仁”
历史上还有一位整整比南怀仁晚出生200年的另一位著名的比利时来华传教士，就是圣母圣心会的创始人南懷義，又称“小南怀仁”。1865年亲自率首批4名传教士到达内蒙古，1868年感染斑疹伤寒病故。

## 影视形象
| 飾演南怀仁的演員 | 影視作品           |
| 徐义昭           | 《康熙微服私访记》 |

## 延伸阅读
[在维基数据编辑]
 《清史稿·卷272》，出自趙爾巽《清史稿》
 在维基共享资源阅览影像

### 引用
1. ↑  . History of the Automobile: origin to 1900. Hergé.   [2009-05-08]. （原始内容存档于2015-09-30）.
2. 1 2  . Curious Expeditions. 2 July 2007  [2008-03-18]. （原始内容存档于2008-04-03）. – Note that the vehicle pictured is the 20th century diecast model made by Brumm, of a later vehicle, not a model based on Verbiest's plans.
3. ↑  Setright, L. J. K. . Granta Books. 2004. ISBN 1-86207-698-7.

### 书籍
- 《南怀仁（1623-1688）――鲁汶国际学术研讨会论文集》，魏若望 编，社会科学文献出版社，2001年，ISBN 7-80149-483-0
- 《勤敏之士――南怀仁》，王冰 著，科学出版社，2000年，ISBN 7-03-008055-6
- 《早期西方传教士与北京》，余三乐 著，北京出版社，2001年，ISBN 7-200-04335-4
- 賴毓芝：〈知識、想像與交流：南懷仁《坤輿全圖》之動物圖像研究 （页面存档备份，存于）〉。
- 《清史稿·南懷仁》